# Janov (Děčíni járás)
Janov település Csehországban, Děčíni járásban. Janov Hřensko és Růžová településekkel határos. Lakosainak száma 341 fő (2024. január 1.).

## Népesség
A település lakosságának változását az alábbi diagram mutatja:
| Lakosok száma | 1124 | 1147 | 998  | 295  | 163  | 289  | 345  | 360  | 315  | 341  |
|               | 1869 | 1900 | 1921 | 1961 | 1980 | 2011 | 2016 | 2019 | 2021 | 2024 |